# Тошо Дабац
Тошо Дабац (Нова Рача, код Бјеловара, 18. мај 1907 – Загреб, 9. мај 1970) био је хрватски фотограф. Његов рад био је признат у свету. Један је од оснивача и главних представника тзв. Загребачке школе уметничке фотографије.

## Биографија
Рођен је у Новој Рачи код Бјеловара. Крсно име му је Теодор Еуген Марија Дабац. Основну школу завршио у Новој Рачи. С породицом се касније преселио у Самобор. Похађао је Краљевску класичну гимназију у Загребу. Уписао је студије права у Загребу, али их није завршио. Радио је за Фанамет филм и МГМ уред у Загребу као преводилац и личност задужена за односе с јавношћу. Уређивао је часопис Метро-Мегафон. Први додир с фотографијом 1924. имао је код школског колеге Ивице Судника из Самобора.
Прва његова сачувана фотографија је панорама Самобора потписана и датирана 7. марта 1925. године. Први пут је излагао фотографије на изложби аматера у Иванцу 1932. године. Био је један од оснивача и главних представника тзв. Загребачке школе уметничке фотографије.
Био је носилац социјалног смера у фотографији. Снимао је живот улице, просјаке, људе из народа, сајмишта, процесије и путујуће циркусанте (циклуси „Биједа“ и „Живот улице“, 1932 - 1935). Следе циклуси портрета, фолклора, животиња, архитектуре, крајолика и културних споменика на којима је радио до краја живота.
Још од тридесетих година 20. века, учествовао је на низу изложби у земљи и иностранству (Праг, Филаделфија, Луцерн, Антверпен, Беч, Љубљана, Франкфурт, Минхен, Њујорк) у друштву тада најзнаменитијих светских фотографа.
Једна од његових најзначајнијих освојених награда је из 1938. за најбољу фотографију месеца (Камера Краф). Имао је велику част да буде члан Фотографског удружења Америке. Године 1951, Фото савез Југославије доделио му је титулу мајстора фотографије. Укупно је усликао око 200 000 фотографија, највише у граду Загребу. Имао је атеље у Илици 17, у којем је радио тридесетак година.

## Лични живот
Оженио се с оперном певачицом Јулијом Грил 1937. године. Учествовао је и у Другом светском рату на страни Народноослободилачког покрета Југославије од 1943. године.
Умро је 9. маја 1970. године у Загребу. Сахрањен је на загребачком гробљу Мирогоју.
Приватна збирка с његовим радовима (Архива Тошо Дабац) отворена је у Загребу 1980. године.
Поводом стогодишњице његовог рођења, Архива Тошо Дабац и Музеј савремене уметности Загреб представили су програм Стогодишњица рођења Тоше Дабца, који је обележен од априла 2007. године.